# Arisa Ogasawara
Arisa Ogasawara (jap. 小笠原 亜里沙 Ogasawara Arisa; ur. 30 września 1980 w Tokio) – japońska seiyū, aktorka dubbingowa i narratorka związana z firmą Himawari Theatre Group.
Zdubbingowała takie aktorki jak Lindsay Lohan i Alison Lohman.

## Wybrana filmografia

### Role wanime
- 1999: Cowboy Bebop – Meifa Puzi
- 2003–2004: Wolf’s Rain – Cheza
- 2007: Kidō Senshi Gundam 00 –
  - Soma Peries,
  - Orange Haro
- 2007–2008: D.Gray-man – Lulu Bell
- 2007–2009: Pokémon –
  - Honoka,
  - Noa
- 2010: Panty & Stocking with Garterbelt – Panty
- 2011: Ao no Exorcist – Nishiwaki

### Japoński dubbing
- 1999: American Beauty – Jane Burnham
- 2999: Przerwana lekcja muzyki – Polly „Pochodnia” Clark
- 2003: Odmienne stany moralności – Becky Polard
- 2003: Opowieść o dwóch siostrach – Bae Su-yeon
- 2003: Zakręcony piątek – Anna Coleman
- 2003: Naciągacze – Angela
- 2003: Fałszywa dwunastka – Lorraine Baker
- 2004: Wredne dziewczyny – Cady Heron
- 2005: Zebra z klasą – Channing Walsh
- 2005: Pułapka – Hayley Stark
- 2005: Osaczony – Jennifer Smith
- 2005: Księżniczka na lodzie – Casey Carlyle
- 2005: Idealny facet – Holly Hamilton
- 2005: Harry Potter i Czara Ognia – Fleur Delacour
- 2006: Flicka – Katy McLaughlin
- 2007: Spider-Man 3 – Gwen Stacy
- 2007: Twarda sztuka – Rachel Wilcox
- 2007: Nancy Drew i tajemnice Hollywood – Nancy Drew
- 2007: Grudniowi chłopcy – Lucy
- 2007: Resident Evil: Zagłada – K-Mart
- 2007: Druga szansa – Kelly
- 2008: Gran Torino – Sue Lor
- 2010: Percy Jackson i bogowie olimpijscy: Złodziej pioruna – Annabeth Chase
- 2010: Resident Evil: Afterlife – K-Mart
- 2010: Harry Potter i Insygnia Śmierci: Część I – Fleur Delacour
- 2011: Harry Potter i Insygnia Śmierci: Część II – Fleur Delacour
- 2016: Księgowy – Dana Cummings